# Oedalechilus

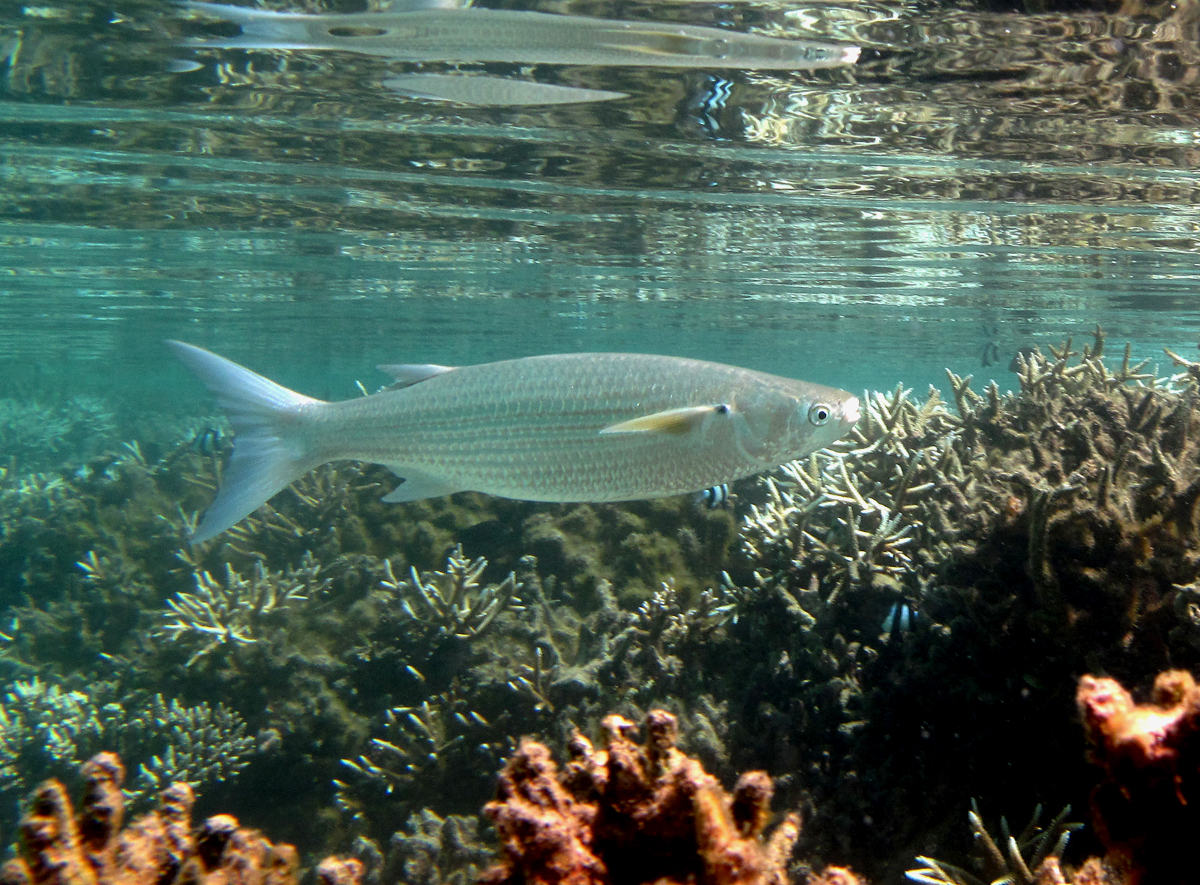
Oedalechilus labiosus

Oedalechilus è un genere di pesci ossei marini appartenenti alla famiglia Mugilidae.

## Distribuzione e habitat
O. labeo è diffuso in una ristretta zona dell'Oceano Atlantico orientale e nel mar Mediterraneo mentre O. labiosus è endemico dell'Indo-Pacifico compreso il mar Rosso.

## Specie
Al genere appartengono 2 specie:
- Oedalechilus labeo
- Oedalechilus labiosus[1]